# Ari Helenius

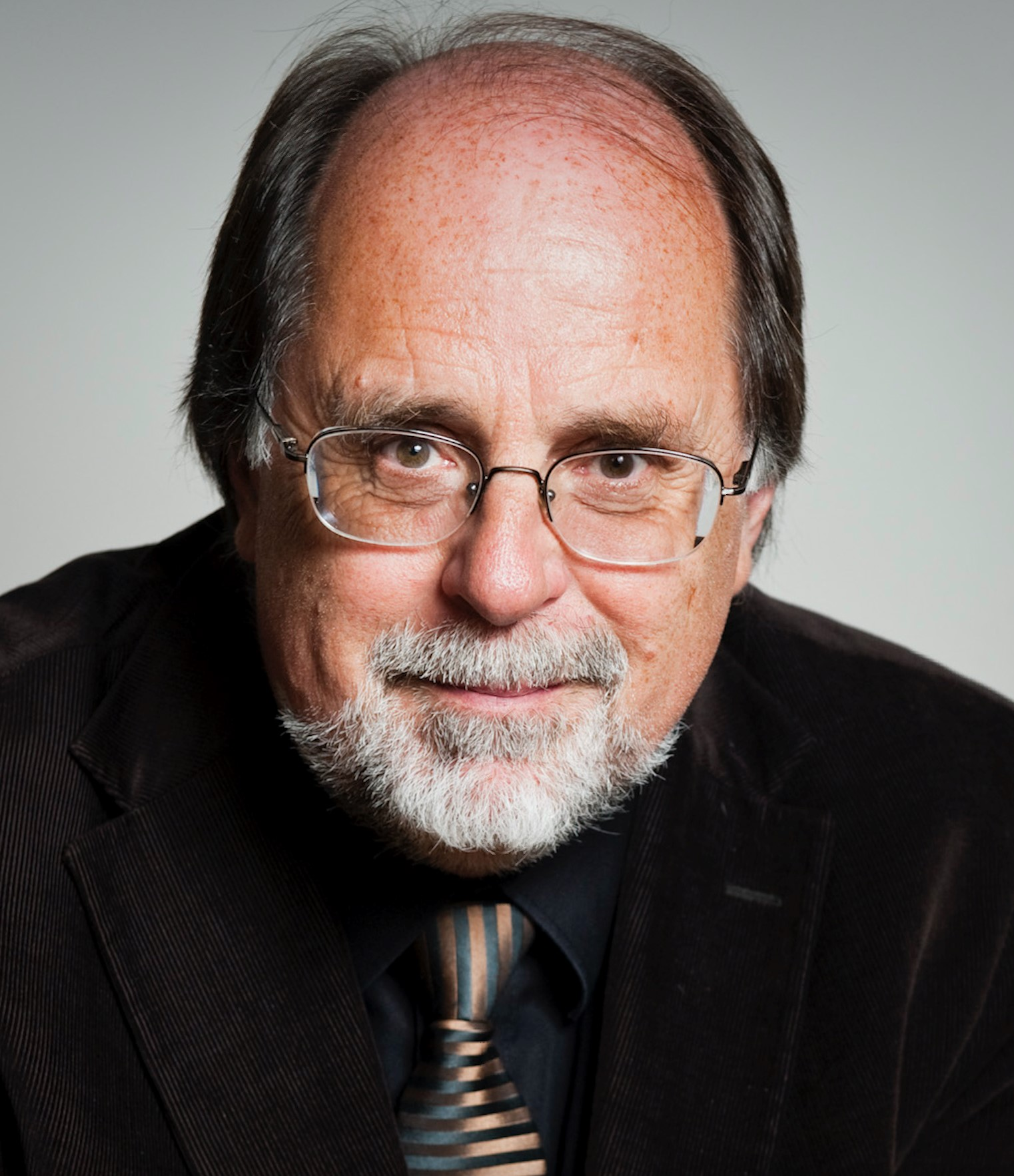
Ari Helenius (ca. 2010)

Ari Helenius, född 3 september 1944 i Uleåborg, är en finländsk  biokemist.
Helenius blev filosofie doktor 1973 vid Helsingfors universitet. Han var 1975–1981 forskare vid Europeiska molekylärbiologiska laboratoriet i Heidelberg och kallades 1981 till professor i cell- och utvecklingsbiologi vid Yale. Sedan 1997 är han professor i biokemi vid Tekniska högskolan i Zürich.
Helenius forskningsområden är membranbiologi, proteinkemi och virologi. Särskilt betydande är hans undersökningar av hur celler kontrollerar att nysyntetiserade proteiner utvecklas på rätt sätt samt hur virus tar sig in i celler och infekterar dem. 